# 全米映画批評家協会賞 非英語作品賞
全米映画批評家協会賞 非英語作品賞（ぜんべいえいがひひょうかきょうかいしょう ひえいごさくひんしょう、National Society of Film Critics Award for Film Not in The English Language）は、全米映画批評家協会によって贈られる賞の一つである。2020年までの名称は「外国語映画賞（Best Foreign Language Film）」。

## 受賞作品
| 年     | 題名 原題                                                       | 監督                         | 製作国                       |
| ------ | --------------------------------------------------------------- | ---------------------------- | ---------------------------- |
| 1990年 | 真夜中の虹 Ariel                                                | アキ・カウリスマキ           | フィンランド                 |
| 1991年 | ふたりのベロニカ La Double Vie de Véronique                     | クシシュトフ・キェシロフスキ | フランス ポーランド          |
| 1992年 | 紅夢 大紅灯篭高高掛                                             | チャン・イーモウ             | 中国 香港                    |
| 1993年 | 秋菊の物語 秋菊打官司                                           | チャン・イーモウ             | 中国 香港                    |
| 1994年 | トリコロール/赤の愛 Trois Couleurs: Rouge                       | クシシュトフ・キェシロフスキ | フランス ポーランド スイス   |
| 1995年 | 野性の葦 Les roseaux sauvages                                   | アンドレ・テシネ             | フランス                     |
| 1996年 | 沈黙の女/ロウフィールド館の惨劇 La Cérémonie                    | クロード・シャブロル         | フランス ドイツ              |
| 1997年 | イゴールの約束 La Promesse                                      | ダルデンヌ兄弟               | ベルギー                     |
| 1998年 | 桜桃の味 طعم گيلاس                                              | アッバス・キアロスタミ       | イラン                       |
| 1999年 | 恋の秋 Conte d'automne                                          | エリック・ロメール           | フランス                     |
| 2000年 | 作品賞が外国語映画のため受賞なし（『ヤンヤン 夏の想い出』）     |                              |                              |
| 2001年 | 花様年華 花樣年華                                               | ウォン・カーウァイ           | 中国 フランス                |
| 2002年 | 天国の口、終りの楽園。 Y tu mamá también                        | アルフォンソ・キュアロン     | メキシコ                     |
| 2003年 | 過去のない男 Mies vailla menneisyyttä                           | アキ・カウリスマキ           | フィンランド                 |
| 2004年 | 母たちの村 Moolaadé                                             | センベーヌ・ウスマン         | セネガルなど                 |
| 2005年 | 愛より強く Gegen die Wand                                       | ファティ・アキン             | ドイツ トルコ                |
| 2006年 | 作品賞が外国語映画のため受賞なし（『パンズ・ラビリンス』）      |                              |                              |
| 2007年 | 4ヶ月、3週と2日 4 luni, 3 săptămâni și 2 zile                   | クリスティアン・ムンジウ     | ルーマニア                   |
| 2008年 | 作品賞が外国語映画のため受賞なし（『戦場でワルツを』）          |                              |                              |
| 2009年 | 夏時間の庭 L'Heure d'été                                        | オリヴィエ・アサヤス         | フランス                     |
| 2010年 | カルロス Carlos                                                 | オリヴィエ・アサヤス         | フランス                     |
| 2011年 | 別離 جدایی نادر از سیمین                                        | アスガル・ファルハーディー   | イラン                       |
| 2012年 | 作品賞が外国語映画のため受賞なし（『愛、アムール』）            |                              |                              |
| 2013年 | アデル、ブルーは熱い色 La vie d'Adele ? Chapitres 1 et 2        | アブデラティフ・ケシシュ     | フランス                     |
| 2014年 | 作品賞が外国語映画のため受賞なし（『さらば、愛の言葉よ』）      |                              |                              |
| 2015年 | 禁じられた歌声 Timbuktu                                         | アブデラマン・シサコ         | モーリタニア                 |
| 2016年 | ありがとう、トニ・エルドマン Toni Erdmann                       | マーレン・アデ               | ドイツ オーストリア          |
| 2017年 | エリザのために Bacalaureat                                      | クリスティアン・ムンジウ     | ルーマニア フランス ベルギー |
| 2018年 | ROMA/ローマ Roma                                                | アルフォンソ・キュアロン     | メキシコ                     |
| 2019年 | 作品賞が外国語映画のため受賞なし（『パラサイト 半地下の家族』） |                              |                              |
| 2020年 | コレクティブ 国家の嘘 Collective                                | Alexander Nanau              |                              |
| 2021年 | 作品賞が外国語映画のため受賞なし（『ドライブ・マイ・カー』）    |                              |                              |
| 2022年 | EO イーオー IO                                                  | イエジー・スコリモフスキ     | ポーランド                   |
| 2023年 | 枯れ葉 Kuolleet lehdet                                          | アキ・カウリスマキ           | フィンランド                 |
| 2024年 | 私たちが光と想うすべて All We Imagine as Light                  | パヤル・カパーリヤー         | インド                       |